# Burgruine Klettenberg
Die Burgruine Klettenberg, auch als Burg Clettenberg bekannt, ist die Ruine einer Höhenburg in der Ortschaft Klettenberg, einem Ortsteil der Gemeinde Hohenstein im Landkreis Nordhausen in Thüringen am Südrand des Harzes.

## Geschichte
Zum Schutze der Siedlungen Ellrich und Walkenried, sowie der heutigen Wüstung Malmerode wurde durch sächsischen Adel auf einem vorgelagerten Bergsporn des Berges Klettenberg eine Burg erbaut. Vor der Errichtung der Burgfeste wurde der Burgberg wahrscheinlich als Kult- und Opferstätte für den Gott Krodo genutzt, wie die Bezeichnung Tempel andeutet. Die Burg entstand gegen 1087 durch Volkmar de Walkenried.
Zu Beginn des 13. Jahrhunderts galt die Grafschaft als wohlhabend und reich begütert. Doch nach einer Fehde unter den Erben der Grafschaft, verfielen das Land und die Burg. Die Grafen von Hohenstein erwarben 1256 eine Hälfte der Grafschaft und den Rest im Jahr 1267. Daraufhin mussten die weiblichen Mitglieder der Familie Clettenburg die Burg verlassen und traten in kirchliche Dienste. Die Grafschaft Klettenberg ging in der Grafschaft Hohnstein auf und erlosch. Ab ca. der Mitte des 14. Jahrhunderts wurde die Burg von den Grafen von Hohnstein nicht mehr bewohnt. 1480 wurde die Burg bei einem Brand zerstört und im Anschluss wieder aufgebaut. Die Grafen nannten sich auch bis 1488 nach ihrem Besitz von Hohenstein-Klettenberg. Genealogisch waren die Grafen von Hohenstein-Klettenberg eine eigene Familienlinie.
Im Jahr 1593 starben die Grafen von Hohenstein aus, bis dahin wurde die Burg von Vögten verwaltet. Während des Dreißigjährigen Kriegs ließ Tilly die Burg besetzen und instand setzen. 1627 zerstörten die Harzschützen die Burg, die dann an Halberstädter Söldner fiel. 1631 griffen die Truppen von Tilly die Burg an und diese wurde ab 1636 durch die Schweden besetzt. Trotz der Beschädigungen und des Verfalls der Burg residierten die Grafen von Sayn-Wittgenstein von 1648 bis 1699 in der Burg. Inzwischen war die Burg, sowie der Besitz Lohra, längst ein kurbrandenburgisches Lehn geworden, vormals zu Halberstadt zugehörig. Dagegen prozeßierten die Adelsfamilien Schwarzburg und Hohenstein via Restitution.
Ende des 17. Jahrhunderts ließen die Grafen von Sayn-Wittgenstein die alte Oberburg abbrechen und einen neuen Flügel errichten, der später zu einem Rittergut wurde. Inhaber dieser Begüterung war u. a. Ehrenreich Ernst von Rochow (1733–1807), Mitglied der Erbengemeinschaft  des Friedrich Eberhard von Rochow-Reckahn. In etwa zeitgleich war der spätere Aufklärer Rudolph Zacharias Becker Hauslehrer und dann Hofmeister auf Burg Klettenberg.
Die Unterburg wurde lange als Gutshof genutzt und ist heute Sitz der Gemeindeverwaltung.

## Beschreibung
Auf der Felskuppe des Kletterberges sind von der Oberburg noch zusammenhängende Mauerreste der Ringmauer und Mauern eines Rundturmes erhalten. Vom eigentlichen Burgkern sind nur Bruchstücke erhalten. Das Plateau, auf dem sich die Oberburg befand, misst 10 × 17 m.
Die Burg wurde aus Dolomit-Bruchstein erbaut.